# Левкушка
Левкушка (словац. Levkuška) — село, громада в окрузі Ревуца, Банськобистрицький край, Словаччина. Населення — 242 чол. (на 31 грудня 2017 р.). 
Вперше згадується в 1294 році.

## Населення
| Рік:            | 1994. | 2004.   | 2014.   | 2024.   |
| --------------- | ----- | ------- | ------- | ------- |
| Кількість осіб: | 252   | 229     | 236     | 252     |
| Різниця:        |       | -9,12 % | +3,05 % | +6,77 % |

| Рік:            | 2023. | 2024.   |
| --------------- | ----- | ------- |
| Кількість осіб: | 245   | 252     |
| Різниця:        |       | +2,85 % |